# Geoffrey O’Hara

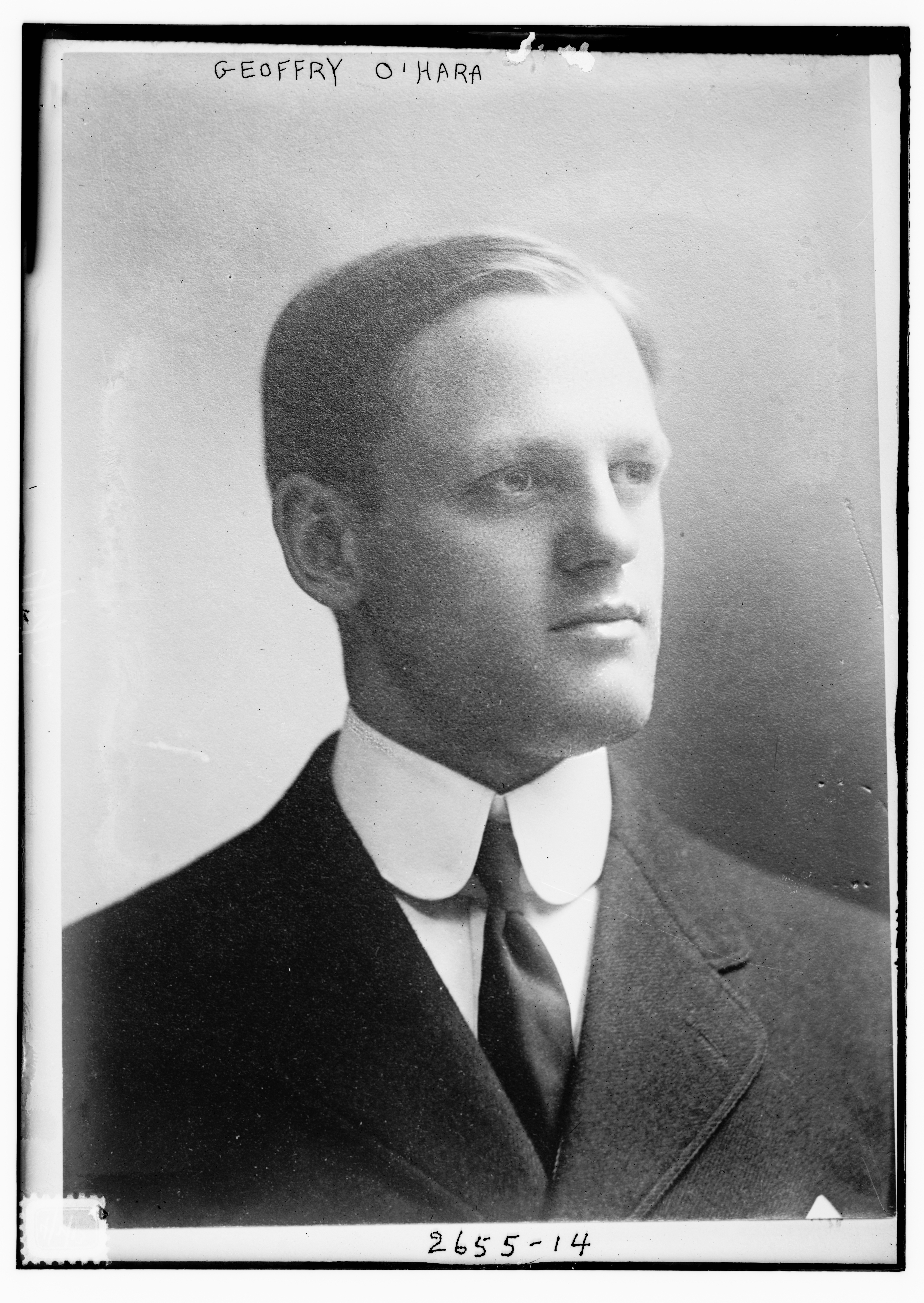
Geoffrey O’Hara

Geoffrey O’Hara (* 2. Februar 1882 in Chatham, Ontario; † 31. Januar 1967 in Saint Petersburg, Florida) war ein kanadisch-amerikanischer Sänger und Komponist.

## Leben
O’Hara hatte als Kind Klavierunterricht und war mit zwölf Jahren Sänger und Organist an der Chatham Anglican Church. Mit achtzehn Jahren sollte er in das Royal Military College in Kingston, Ontario, eintreten. Dies wurde durch den Tod seines Vaters unmöglich, und er übernahm eine Stelle bei einer Bank. Später arbeitete er als Buchhalter in einem Klaviergeschäft.
1904 schloss er sich den Lew Dockstader’s Minstrels an, einer Minstrel Show, die in der Region von New York auftrat. Dort sang er auch Baritonpartien bei Opernaufführungen am Daly’s Theater und gab Gesangsunterricht. Um 1905 entstanden seine ersten Aufnahmen als Mitglied eines Vokalquartetts bei Edison.
1913 ernannte ihn die amerikanische Regierung zum Instructor in American Indian music. In dieser Eigenschaft nahm er traditionelle Gesänger der amerikanischen Ureinwohner auf Wachszylinder auf und zählte damit zu den ersten Musikethnologen, die sich dieser Technik bedienten. Später sang er selbst einige Aufnahmen von Liedern der Navajos für Victor Records und Edison.
1905 entstand als O’Haras erste Komposition der Ragtime Coloured Fireworks. Seinen Durchbruch als Komponist hatte er 1913 mit dem Song Your Eyes Have Told Me What I Did Not Know, den Enrico Caruso beim Label Victor aufnahm. Sein erster Hit wurde im Folgejahr Tennessee, I Hear You Calling Me, ein Song, der ihm jedoch auch Plagiatsvorwürfe wegen angeblicher Ähnlichkeit mit Charles Marshalls und Harold Harfords I Hear You Calling Me einbrachte.
Berühmt wurde sein Song K-K-K-Katy, der 1918 entstand und bei der kanadischen, US-amerikanischen und britischen Armee so populär wurde, dass sie die Noten mehr als eine Million Mal verkauften. Ein Erfolg wurde auch Billy Murrays Aufnahme des Songs bei Victor Records. Der Titel wurde später in mehr als einem Dutzend Filmen (u. a. Tin Pan Alley) verwendet.
Nach dem Ersten Weltkrieg betätigte sich O’Hara vorrangig als Musikpädagoge. Er unterrichtete unter anderem Songwriting, war Instrukteur am Teachers’ College der Columbia University und unterrichtete am Huron College und der University of South Dakota.
In den 1920er Jahren entstanden weitere Aufnahmen, unter anderem von Gitz Rices,Burmah Moon und Doughboy Jack and Doughnut Jill, außerdem vertonte O’Hara Gedichte von William Henry Drummond (The Wreck of the “Julie Plante”). Ab Ende der 1920er Jahre konzentrierte er sich auf seine Arbeit als Komponist. Es entstanden um die 500 Lieder, darunter patriotische Songs, Kirchenlieder und populäre Titel; zudem komponierte O’Hara bis 1948 zwölf Operetten. Auch als Komponist von Barbershopmusik (The old songs) machte er sich einen Namen.
1941 wurde O’Hara in den Vorstand der ASCAP gewählt, 1945 wurde er Präsident der Composers-Authors  Guild. Als Mitglied der United Service Organization war er außerdem mit der kulturellen Betreuung der amerikanischen Truppen befasst. 1947 verlieh ihm die University of South Dakota einen Ehrendoktortitel.